# 27 février 1985
Le mercredi 27 février 1985 est le 58e jour de l'année 1985.

## Naissances
- Asami Abe, idole chanteuse de Jpop et actrice japonaise
- Braydon Coburn, joueur de hockey sur glace canadien
- Diniyar Bilyaletdinov, footballeur russe
- Eduardo Cruz, auteur-compositeur-interprète espagnol
- Eleni Kiosi, joueuse grecque de volley-ball
- Faouzi Aaish, joueur de football international bahreïni d'origine marocaine
- Jean-Michel Bolduc, joueur professionnel américain de hockey sur glace
- Marco Truttmann, joueur de hockey sur glace suisse
- Marie Vareille, écrivaine française
- Mathieu Horb, joueuse de rugby français
- Nicole Linkletter, mannequin américaine
- Pape-Philippe Amagou, basketteur français
- Otman Bakkal, footballeur néerlandais
- Park Sung-baek, coureur cycliste sud-coréen
- Sébastien Martiny, trampoliniste français
- Thiago Neves Augusto, joueur de football brésilien
- Yevgeniy Rybakov, athlète russe
- Yohai Dadon, joueur israélien de volley-ball

## Décès
- André Paduart (né le 14 novembre 1914), ingénieur britannique
- David Huffman (né le 10 mai 1945), acteur américain
- Henry Cabot Lodge (né le 5 juillet 1902), personnalité politique américaine
- J. Pat O'Malley (né le 15 mars 1904), acteur britannique
- Joseph Buloff (né le 20 janvier 1899), acteur et metteur en scène américain